# 四王寺
四王寺（しおうじ）は、岡山県新見市哲西町大野部にある真言宗御室派の寺院。山号は伝医山。

## 歴史
- 平安時代初期、大僧都を辞職して備中哲多郡湯川寺（とうせんじ）に隠遁した玄賓[1]が開基した伝承がある[2]。
- 平成29年（2017年）、新見市内の三尾寺、青龍寺とともに三寺院共同イベントとして特別公開を行った[3]。

## 文化財
- 仁王門　新見市指定文化財（建造物）
- 仁王像　新見市指定文化財（彫刻）
- 木造薬師如来坐像　新見市指定文化財（彫刻）
- 両界曼荼羅　新見市指定文化財（絵画）平成14年から修復中。

## 境内
- 本堂
- 仁王門

## アクセス
- JR芸備線野馳駅から徒歩40 - 50分。
- 中国自動車道新見ICから車で40分。
- 中国自動車道東城ICから車で20分。